# Feel Like Makin’ Love (песня Роберты Флэк)
«Feel Like Makin’ Love» — песня Роберты Флэк, вышедшая в 1974 году.
Сингл возглавил американский хит-парад Billboard Hot 100, получил три номинации на премию Грэмми и золотую сертификацию RIAA в США.

## История
Вышедшая за девять месяцев до альбома с таким же названием, песня стала одним из величайших музыкальных успехов 1974 года, а также и за всю карьеру Роберты Флэк. Она поднялась на первое место в американском хит-параде Billboard Hot 100, став третьим чарттоппером Флэк, сделав её первой вокалисткой с 1940 года, которая возглавила чарт три года подряд. Сингл «Feel Like Makin 'Love» также провел пять недель на первом месте в соул-чарте Hot Soul Singles и две недели на вершине чартов Adult Contemporary в Канаде и в США. Флэк продюсировала пластинку под псевдонимом Rubina Flake. Песня получила три номинации на премию Грэмми: Лучшая запись года, Лучшая песня года и Лучшее женское вокальное поп-исполнение.

## Награды и номинации

### Grammy Awards
| Год  | Номинируемая работа     | Категория                               | Результат |
| ---- | ----------------------- | --------------------------------------- | --------- |
| 1975 | «Feel Like Makin' Love» | Лучшая песня года                       | Номинация |
| 1975 | «Feel Like Makin' Love» | Лучшее женское вокальное поп-исполнение | Номинация |

### American Music Awards
| Год  | Номинируемая работа     | Категория                         | Результат |
| ---- | ----------------------- | --------------------------------- | --------- |
| 1975 |                         | Favorite Female Artist (Soul/R&B) | Номинация |
| 1975 | «Feel Like Makin' Love» | Favorite Single (Soul/R&B)        | Номинация |

## Хит-парады
| Чарт (1974)                       | Высшая позиция |
| --------------------------------- | -------------- |
| Австралия (Kent Music Report)     | 13             |
| Канада (Top Singles, RPM)         | 1              |
| Канада (Adult Contemporary, RPM)  | 1              |
| Франция                           | 10             |
| Нидерланды                        | 29             |
| Великобритания (UK Singles Chart) | 34             |
| США (Billboard Hot 100)           | 1              |
| США (Billboard Hot Soul Singles)  | 1              |
| США (Billboard Easy Listening)    | 1              |
| США (Cash Box Top 100)            | 1              |

| Чарт (1974)                    | Ранг |
| ------------------------------ | ---- |
| Австралия                      | 94   |
| Канада (RPM Top Singles)       | 21   |
| США (Billboard Hot 100)        | 35   |
| США (Billboard Easy Listening) | 21   |
| США (Cash Box)                 | 33   |

## Кавер-версии

### ВерсияD’Angelo
Свою кавер-версию песни записал американский нео-соул музыкант Ди Энджело для своего второго студийного альбома Voodoo (2000). Его кавер вышел 8 апреля 2000 года на лейбле Virgin Records в качестве пятого и финального альбомного сингла. Его кавер-версия была сделана с интенсивным использованием вокального мульти-трекинга. Первоначально эта версия планировалась как дуэт с R&B-певицей Лорин Хилл. Однако сотрудничество между Ди Энджело и Лорин Хилл было прервано, и вместо этого песня была записана в одиночку.
| Чарт (2000)                              | Высшая позиция |
| ---------------------------------------- | -------------- |
| США (Bubbling Under R&B/Hip-Hop Singles) | 9              |

### Другие каверы
- Инструментальная джазовая версия была записана Bob James для его альбома One (1974)[20] и достигла 88-го места в чарте Hot 100[21].
- Версию на эстонском языке записала музыкант и поэт Велли Йоонас, её кавер «Käes on aeg» вышел в 1980 году, но стал известен и популярен лишь после повторного релиза в 2015 году.
- Свой кавер в 1999 году записал Rick Braun.
- Вокальную версию записал George Benson для своего альбома 1983 года In Your Eyes[22], кавер достиг 28-го места в чарте Великобритании и 18-го места в Ирландии[23][24].
- Певица Lumidee записала кавер-версию в стиле регги для её альбома 2007 года Unexpected, которая в качестве сингла вместе с Shaggy достигла 90-го места в чарте Hot 100[25].
- Регги-версию записала группа The Dynamics для своего альбома 2007 года Version Excursions.
- Саксофонист Sam Levine записал кавер-версию в 2009 году[26].